# Поляков, Иван Тимофеевич
Иван Тимофеевич Поляков (17 января 1923 — 24 апреля 1995) — участник Великой Отечественной войны, бригадир рабочих Ростовского масложирокомбината «Рабочий» Министерства пищевой промышленности РСФСР. Герой Социалистического Труда.

## Биография
Родился 17 января 1923 года в хуторе Верхний Хомутец Донской области, ныне — Веселовского района Ростовской области.
С 1941 года — в Красной Армии. Участник Великой Отечественной войны. Воевал в составе 5-го гвардейского Донского казачьего кавалерийского корпуса. Победу встретил в Будапеште.
В 1947 году пришёл работать на Ростовский масложиркомбинат «Рабочий». В совершенстве овладев специальностью газогенераторщика, вырабатывал для комбината водород, используемый при гидрогенизации растительных масел.
В 1973 году возглавил бригаду газогенераторщиков, все 22 члена коллектива — его ученики. Бригада снабжала производство высококачественным водородом. В 1973 году коллектив бригады способствовал успешному и досрочному выполнению годового плана и сэкономил 248 тысяч кубометров природного газа.
Указом Президиума Верховного Совета СССР от 17 января 1974 года за проявленную трудовую доблесть в выполнении заданий пятилетки и принятых социалистических обязательств на 1973 год, большой творческий вклад в увеличение производства продовольственных товаров Полякову Ивану Тимофеевичу присвоено звание Героя Социалистического Труда с вручением ордена Ленина и золотой медали «Серп и Молот».
Делегат XXV съезда КПСС (1976). Избирался депутатом Пролетарского районного Совета народных депутатов.
Почётный гражданин города Ростова-на-Дону (1986).

## Награды
- Золотая медаль «Серп и Молот» (17.01.1974);
- Орден Ленина (17.01.1974).
- Орден Ленина
- Орден Отечественной войны II степени (07.03.1945)[2]
- Орден Трудового Красного Знамени (26.04.1971)
- Медаль «За трудовое отличие» (21.07.1966)
  - медали, в том числе:
  - «В ознаменование 100-летия со дня рождения Владимира Ильича Ленина» (6 апреля 1970)
  - «За победу над Германией в Великой Отечественной войне 1941—1945 гг.» (1945)[3]
  - «20 лет Победы в Великой Отечественной войне 1941—1945 гг.» (7 мая 1965[4])
- Юбилейная медаль «Тридцать лет Победы в Великой Отечественной войне 1941—1945 гг.»[5]
- Медаль «Сорок лет Победы в Великой Отечественной войне 1941-1945 гг.»[6]
  - «Ветеран труда»
  - «30 лет Советской Армии и Флота»[7]
  - «40 лет Вооружённых Сил СССР»[8]
  - «50 лет Вооружённых Сил СССР» (26 декабря 1967[9])
- Знак «Гвардия»
- Знак «25 лет победы в Великой Отечественной войне» (1970)